# 挪威—瑞典關係
挪威和瑞典有著共同的悠久歷史。 他們在1397年至1523年期間都是卡爾馬聯盟的一部分，並在1814年至1905年期間成為共主聯邦“瑞典-挪威”。聯邦解體後，兩國於解體當年建交。
瑞典在奧斯陸設有大使館，且在奧勒松、阿倫達爾、卑爾根、博德、哈馬爾、亨墨菲斯、希爾克內斯、曼達爾、莫斯、納爾維克、波什格倫、斯塔萬格、特羅姆瑟和特隆赫姆設有 14 個領事館。 挪威則在斯德哥爾摩，哥德堡、馬爾默和松茲瓦爾設有三個領事館。
兩國皆為北歐聯盟的成員。 據統計，約有 44,773名瑞典人居住在挪威和41,062名挪威人居住在瑞典。

## 關於兩國邊境
在挪威和瑞典的邊界，只要擁有北歐聯盟成員的護照，就不會被物理阻礙所限制。但由於挪威為非歐盟成員，所以挪威政策規定開車旅行穿越挪威瑞典邊界時需要被海關檢查以確保是否有走私毒品的情況。非北歐聯盟成員的遊客沒有申請簽證下越境則為非法。因為擁有北歐聯盟成員的護照之因，挪威瑞典人擁有在鄰國生活的權力

## 兩國大使館

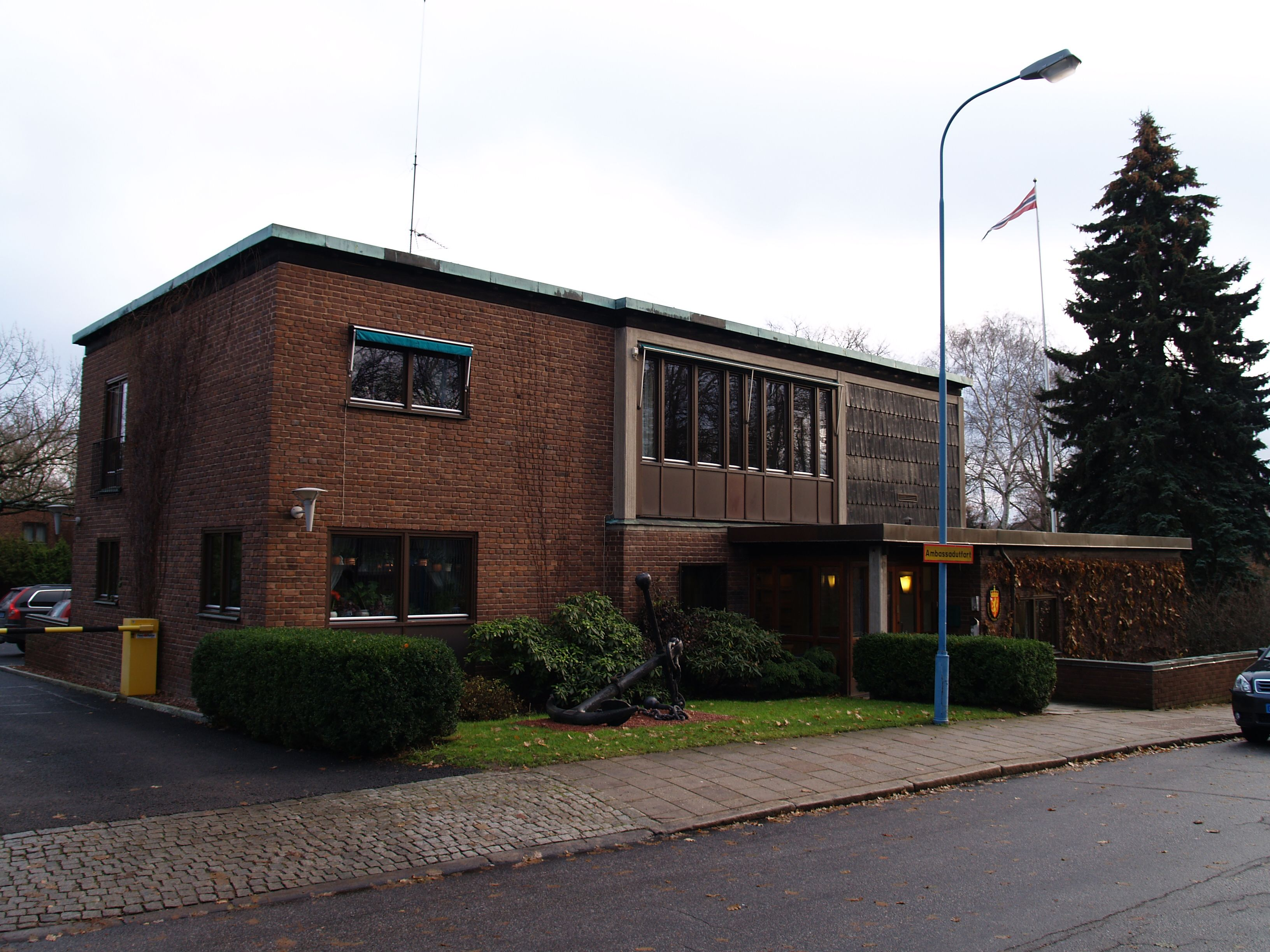
在斯德哥爾摩的挪威大使館
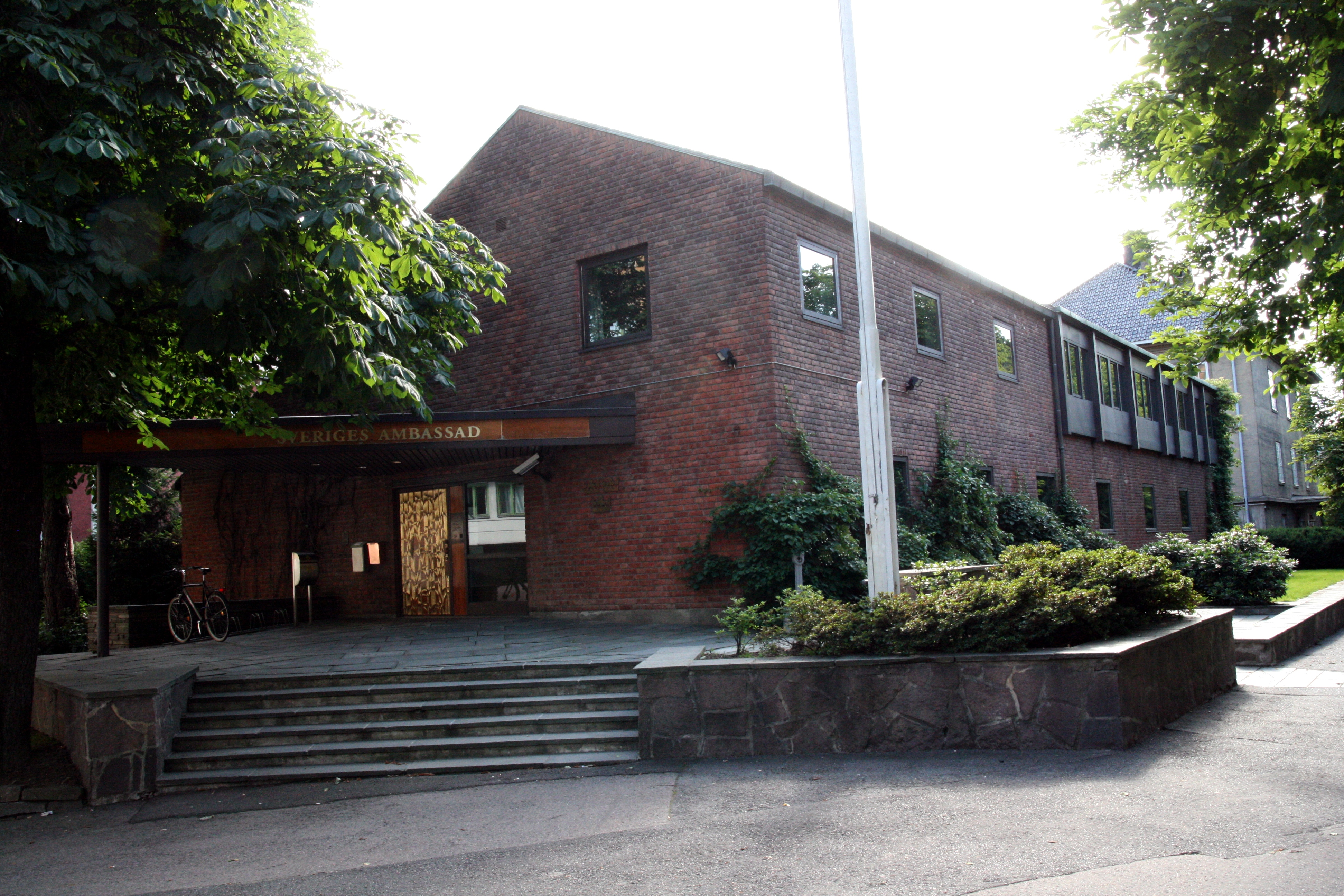
在奧斯陸的瑞典大使館

## 資料來源
1. ↑  . Regeringskansliet.   [2010-02-10]. （原始内容存档于2012-03-14）.
2. ↑  .   [2022-04-17]. （原始内容存档于2010-02-01）.
3. ↑  https://www.scb.se/hitta-statistik/statistik-efter-amne/befolkning/befolkningens-sammansattning/befolkningsstatistik/pong/tabell-och-diagram/helarsstatistik--riket/folkmangd-efter-fodelseland-19002020/ []